# Ernesto Muyshondt
Ernesto Luis Muyshondt García–Prieto, né le 30 août 1975 à San Salvador, est un homme d'affaires et homme politique salvadorien membre de l'ARENA. Il est maire de San Salvador du 1er mai 2018 au 30 avril 2021.

## Biographie

### Jeunesse
Ernesto Muyshondt naît à San Salvador le 30 août 1975. Son père, Ernesto Muyshondt Parker était l'un des principaux producteurs de coton du pays, a souffert pendant la guerre civile de plusieurs attaques de guerilleros contre ses propriétés telles que ses tracteurs, ses aéronefs de travail agricole, ainsi qu'une majeure partie de ses champs de coton ont été incendiés. Son père était également un ami du fondateur de l'ARENA, Roberto d'Aubuisson, qui l'a soutenu et aidé pendant la guerre. À l'âge de 21 ans, Ernesto a dû prendre en charge l'entreprise familiale après que son père ait été victime d'une attaque à main armée lui perforant le crâne, le laissant handicapé.
Ernesto Muyshondt est diplômé en sciences juridiques.

### Carrière politique

#### Maire de San Salvador
Alors député à l'Assemblée législative du Salvador, Ernesto Muyshondt se présente comme candidat aux élections municipales de San Salvador en 2018, sous la bannière de l'ARENA. Muyshondt est élu maire de San Salvador en recueillant 61 % des voix face à la candidate FMLN Jackeline Rivera,. Il entre en fonction le 1er mai 2018. Il n'est pas réélu lors du scrutin de 2021.

#### Détention
Il est désigné conseiller de Luis Almagro, le secrétaire général de l'Organisation des États américains (OEA), en juin 2021. Cette nomination suscite de vives controverses alors qu'Ernesto Muyshondt est mis en cause dans plusieurs affaires judiciaires pour fraude électorale et pour ses relations présumées avec la Mara Salvatrucha. Il est cependant arrêté et placé en détention au centre pénitentiaire La Esperanza à Mariona. En janvier 2023, il est hospitalisé.